# Acacia erioloba
Acacia erioloba és una acàcia espinosa nativa de les zones àrides del sud d'Àfrica - el Transvaal, oest de l'Estat Lliure, nord de la província del Cap, Botsuana, Namibia.

## Descripció

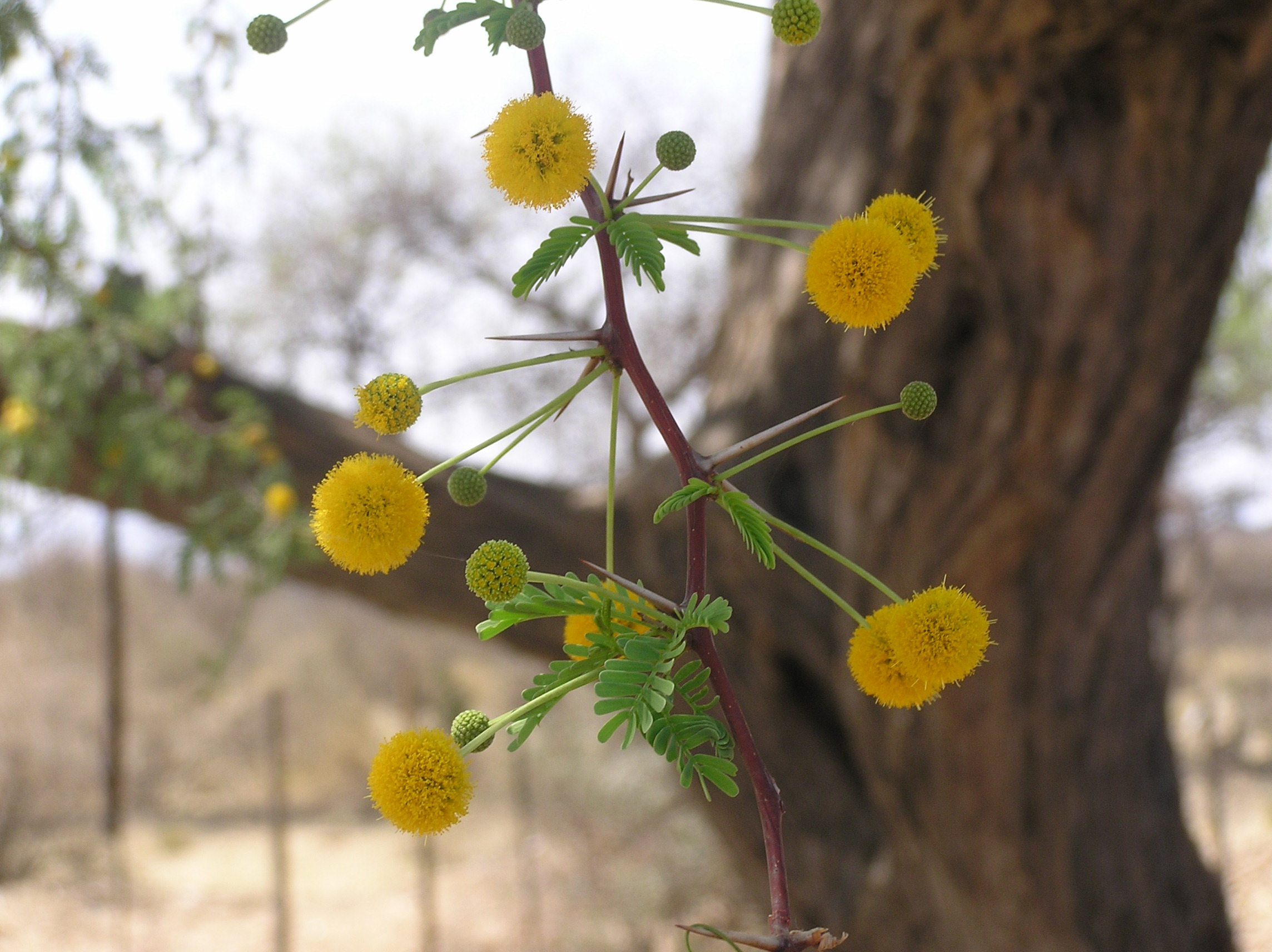
Inflorescència

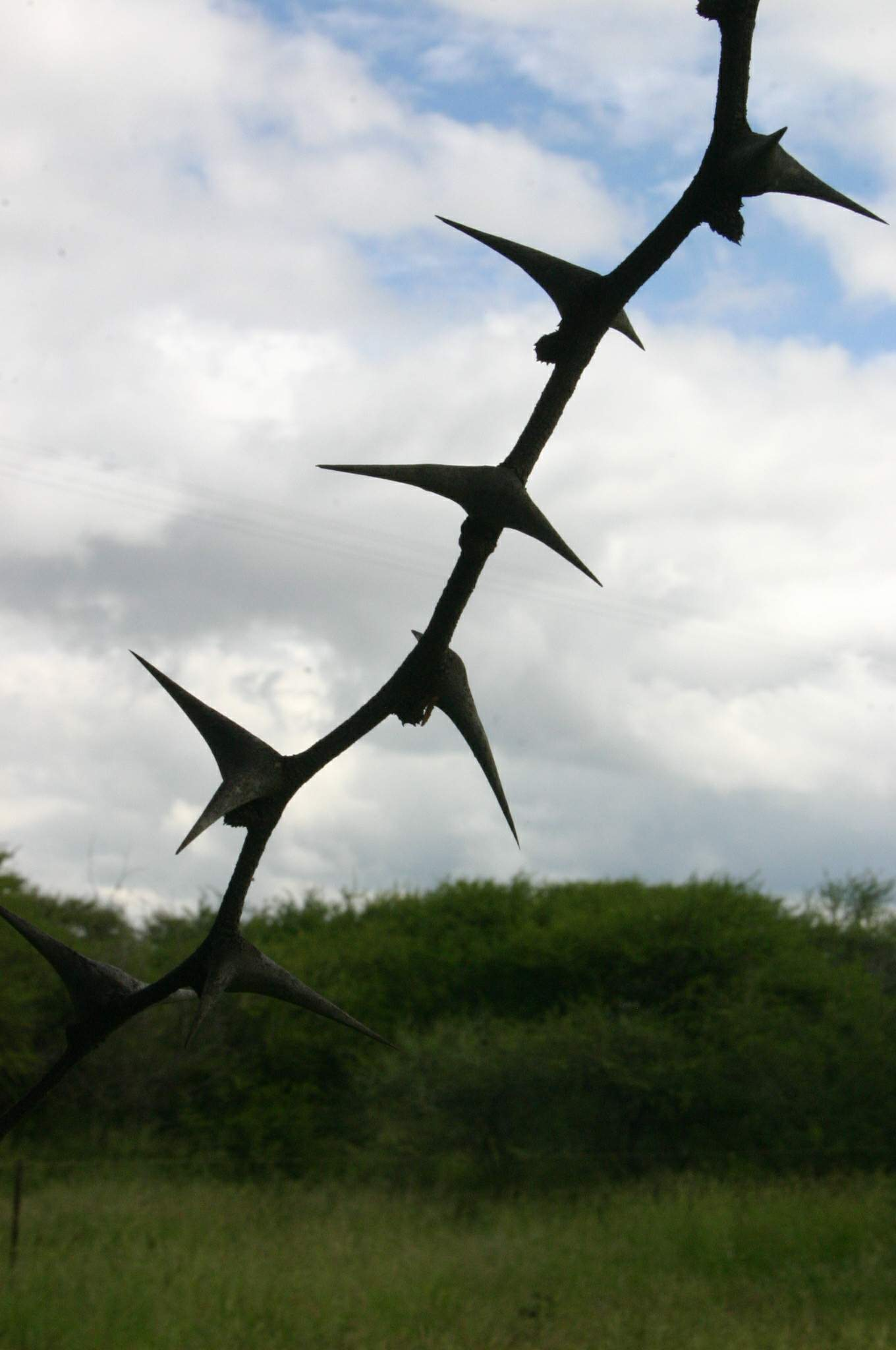
Detall de les espines

Creix fins a 17 m d'alçada. Va ser descrita per William J. Burchell, tot i que ja Jacobus Coetse l'havia nomenat el 1760, 50 anys abans.
Un dels seus nom és una referència al fet que la girafa sol alimentar-se de les seves suculentes fulles difícils d'agafar, les quals normalment estan fora de l'abast d'animals més baixos. Tot i això, les girafes fan el mateix amb totes les acàcies; posseeixen una llengua i llavis especialment adaptats per a alimentar-se d'aquesta espècie espinosa.
Aquesta acàcia té fruits allargats, llegums, que al caure a terra són menjats per moltes espècies d'herbívors, incloent-hi bovins.

## Usos
La fusta és de color vermell marronós molt fosca i extremadament densa i forta. Desafortunadament, combustiona massa bé, fent que quan es produeix un foc a la sabana, aquest s'expandeixi massa i aconsegueixi matar moltes plantes sanes. Té un lent creixement, resisteix a la sequera i és pobre resistint a les gelades.
D'acord amb una superstició, cauen més llampecs sobre A. erioloba que sobre altres espècies. És possible torrar les llavors com a substitut del cafè.

## Taxonomia
Acacia erioloba va ser descrita per Ernst Heinrich Friedrich Meyer i publicada a Commentariorum de Plantis Africae Australioris 1: 171. 1836.

### Etimologia
- Acacia: nom genèric derivat del grec ακακία (akakia), que va ser atorgat pel botànic grec Pedanius Dioscorides (A.C. 90-40) per l'arbre medicinal A. nilotica al seu llibre De Materia Medica.[3] El nom deriva de la paraula grega ακις (akis, "espines").[4]
- erioloba: epítet llatí que significa "amb lòbuls llanosos".

#### Sinonímia
- Vachellia erioloba (E.Mey.) P.J.H.Hurter
- Acacia giraffae sensu auct.
- Acacia giraffae Willd.[5]